# رولز رويس أر بي 211
رولز رويس أر بي 211 (بالإنجليزية: Rolls-Royce RB211)، هو سلسلة من محركات التربوفان ذات الالتفافية العالية من إنتاج شركة رولز-رويس البريطانية. تتراوح قوة الدفع التي تولدها هذه المحركات بين 41,030 و59,450 رطل قوة، أي ما يعادل 182.5 إلى 264.4 كيلو نيوتن. يُعد محرك أر بي 211 أول محرك ثلاثي البكرات يدخل مرحلة الإنتاج التجاري، وقد شكّل نقطة تحول جعلت رولز-رويس تنتقل من مجرد لاعب مهم في صناعة محركات الطائرات إلى رائد عالمي في هذا المجال.
طُوّر هذا المحرك في الأصل لصالح طائرة لوكهيد إل-1011 تراي ستار، ودخل الخدمة في عام 1972، وكان المحرك الحصري لتشغيل تلك الطائرة. غير أن سوء إدارة مراحل التطوير المبكرة وتجاوز التكاليف بشكل كبير أديا إلى تأميم شركة رولز-رويس المحدودة فعليًا، وذلك بهدف إنقاذ العمالة والإبقاء على نشاط تصنيع المحركات الحيوي للمملكة المتحدة وللعديد من الشركات العاملة في مجال الطيران.
خلال أوائل سبعينيات القرن الماضي، قدّرت شركة رولز-رويس أن محرك أر بي 211 يتمتع بإمكانيات تطوير مستدامة تمتد لأكثر من 50 عامًا. وفي عام 1989، أصبح هذا المحرك القاعدة التي انطلقت منها عائلة محركات "ترينت"، بعد أن تم تغيير اسم الطراز أر بي 211-524L إلى ترينت، إيذانًا ببداية جيل جديد من محركات رولز-رويس.

## أهم الطرزات
| طراز المحرك         | قوة الدفع الثابتة             | وزن المحرك الأساسي    | الطول (بوصة) | قطر المروحة        | الدخول في الخدمة | يستخدم على                                     |
| ------------------- | ----------------------------- | --------------------- | ------------ | ------------------ | ---------------- | ---------------------------------------------- |
| أر بي 211-22بي      | 42,000 باوند (190 كيلو نيوتن) | 9,195 رطل (4,171 كـغ) | 119.4        | 84.8 بوصة (2.15 م) | 1972             | لوكهيد إل-1011-100 لوكهيد إل-1011-1            |
| أر بي 211-524بي2    | 50,000 باوند (220 كيلو نيوتن) | 9,814 رطل (4,452 كـغ) | 119.4        | 84.8 بوصة (2.15 م) | 1977             | بوينغ 747-100، بوينغ 747-200, Boeing 747SP     |
| أر بي 211-524بي4    | 53,000 باوند (240 كيلو نيوتن) | 9,814 رطل (4,452 كـغ) | 122.3        | 85.8 بوصة (2.18 م) | 1981             | لوكهيد إل-1011-500 لوكهيد إل-1011-250          |
| أر بي 211-524سي2    | {51,500 رطل (229 كيلو نيوتن)  | 9,859 رطل (4,472 كـغ) | 119.4        | 84.8 بوصة (2.15 م) | 1980             | بوينغ 747-200, Boeing 747SP                    |
| أر بي 211-524دي4    | 53,000 رطلق (240 كـن)         | 9,874 رطل (4,479 كـغ) | 122.3        | 85.8 بوصة (2.18 م) | 1981             | بوينغ 747-200، بوينغ 747-300, Boeing 747SP     |
| أر بي 211-524دي4-بي | 53,000 رطلق (240 كـن)         | 9,874 رطل (4,479 كـغ) | 122.3        | 85.8 بوصة (2.18 م) | 1981             | بوينغ 747-200، بوينغ 747-300,                  |
| أر بي 211-524جي     | 58,000 رطلق (260 كـن)         | 9,670 رطل (4,390 كـغ) | 125          | 86.3 بوصة (2.19 م) | 1989             | بوينغ 747-400                                  |
| أر بي 211-524اتش    | 60,600 رطلق (270 كـن)         | 9,670 رطل (4,390 كـغ) | 125          | 86.3 بوصة (2.19 م) | 1990             | بوينغ 747-400, Boeing 767-300                  |
| أر بي 211-524جي-تي  | 58,000 رطلق (260 كـن)         | 9,470 رطل (4,300 كـغ) | 125          | 86.3 بوصة (2.19 م) | 1998             | بوينغ 747-400، بوينغ 747-400إف                 |
| أر بي 211-524اتش-تي | 60,600 رطلق (270 كـن)         | 9,470 رطل (4,300 كـغ) | 125          | 86.3 بوصة (2.19 م) | 1998             | بوينغ 747-400، بوينغ 747-400إف, Boeing 767-300 |
| أر بي 211-535سي     | 37,400 رطلق (166 كـن)         | 7,294 رطل (3,309 كـغ) | 118.5        | 73.2 بوصة (1.86 م) | 1983             | Boeing 757-200                                 |
| أر بي 211-535إي4    | 40,100 رطلق (178 كـن)         | 7,264 رطل (3,295 كـغ) | 117.9        | 74.1 بوصة (1.88 م) | 1984             | Boeing 757-200, Boeing 757-300, Tupolev Tu-204 |
| أر بي 211-535إي4بي  | 43,100 رطلق (192 كـن)         | 7,264 رطل (3,295 كـغ) | 117.9        | 74.1 بوصة (1.88 م) | 1989             | Boeing 757-200, Boeing 757-300, Tupolev Tu-204 |

## قوائم ذات صلة
- قائمة محركات الطائرات

## وصلات خارجية
- Rolls-Royce plc - Trent 500 رولز رويس بي إل سي - ترينت 500

### قراءات إضافية
- Gunston, Bill. Development of Piston Aero Engines. Cambridge, England. Patrick Stephens Limited, 2006. ISBN 0-7509-4478-1
- Hooker, Sir Stanley. Not Much Of An Engineer, Airlife Publishing, 1985. ISBN 1-85310-285-7.
- Newhouse, John. The Sporty Game: The High-Risk Competitive Business of Making and Selling Commercial Airliners. 1982. ISBN 978-0-394-51447-5
- Keith, Hayward. Government and British civil aerospace: a case study in post-war technology. 1983. ISBN 978-0-7190-0877-1